# Ludwig Beisiegel
Ludwig Beisiegel (* 21. März 1912; † 21. Oktober 1999 in München) war ein deutscher Hockeyspieler.
Ludwig Beisiegel spielte für den TV Jahn München. Der Stürmer debütierte 1935 in der deutschen Hockeynationalmannschaft. Bei den Olympischen Spielen 1936 in Berlin erzielte er im Spiel gegen Dänemark zwei Tore und erhielt mit seinen Mannschaftskameraden die Silbermedaille. Insgesamt wirkte Ludwig Beisiegel von 1935 bis 1938 in drei Länderspielen mit.